# Luca de Meo
Luca de Meo (Milano, 13 giugno 1967) è un dirigente d'azienda italiano.
Ha speso gran parte della carriera nel settore automobilistico, ricoprendo incarichi in Toyota, gruppo Fiat, gruppo Volkswagen e gruppo Renault.

## Carriera

### Esordi e formazione
Nato a Milano da genitori originari della Puglia, ha vissuto in dodici Paesi e parla cinque lingue (italiano, inglese, francese, tedesco e spagnolo).
Fin da bambino si appassionò alle auto, affascinato dal pilota italiano Arnaldo Cavallari, dopo essere salito a bordo della sua Lancia Fulvia Coupé HF. Si laureò in economia aziendale presso la School of Management dell'università commerciale Luigi Bocconi di Milano, con una tesi sull'etica degli affari; nel 2017 fu nominato Alumnus Bocconi dell'anno, di cui divenne anche professore associato.
Iniziò la sua carriera professionale presso la filiale italiana di Renault, dove lavorò dal 1992 al 1998, per poi essere chiamato alla casa madre in Francia; successivamente si trasferì alla filiale europea di Toyota.

### Gruppo Fiat

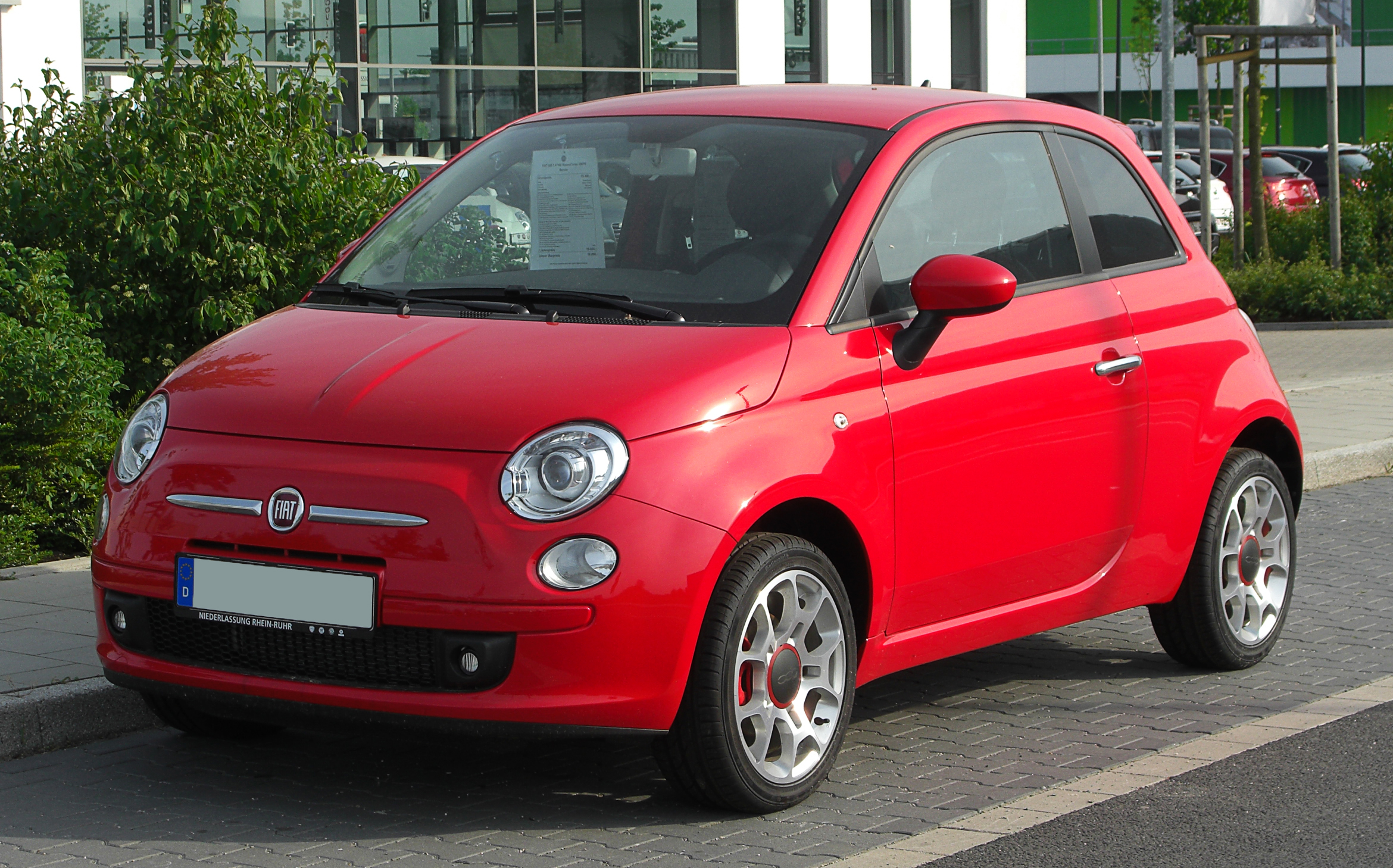
Fiat 500 (2007)

Nel 2002 tornò in Italia entrando nel gruppo Fiat, come responsabile del marchio Lancia; in seguito l'amministratore delegato Sergio Marchionne lo nominò dapprima CEO di Fiat e poi di Alfa Romeo. Ha anche ricoperto i ruoli di direttore marketing del Gruppo, dal 2007 al 2009, e CEO di Abarth.
Durante il suo mandato a Torino, de Meo ha supervisionato il progetto della Fiat 500 e rilanciato Abarth come marchio a sé stante. Il successo della 500, in particolare, viene unanimemente considerato quello che ha "salvato" la Fiat dalla profonda crisi in cui versava in quegli anni la casa torinese.

### Gruppo Volkswagen
Nel 2009 è entrato a far parte del gruppo Volkswagen in qualità di direttore marketing del marchio Volkswagen e dell'intero Gruppo; quindi nel 2012 passò al marchio Audi come membro del consiglio di amministrazione responsabile di vendite e marketing.
Successivamente, nel 2015, divenne presidente del comitato esecutivo di SEAT, nell'ambito dello stesso Gruppo tedesco. Nei cinque anni trascorsi in Spagna, risanò le finanze del marchio e ne sviluppò la presenza in America Latina, ampliandone peraltro la gamma con l'entrata nel segmento degli Sport Utility Vehicle.
Nel 2018 fu fautore della promozione di Cupra, inizialmente una divisione interna di Seat, a marchio a sé stante. L'anno seguente, sotto la gestione de Meo Seat registrò il proprio record di vendite.
Nello stesso periodo, de Meo fece anche parte del consiglio di aministrazione della filiale spagnola del gruppo Volkswagen; nell'ambito del Gruppo, dal 2015 al 2020 fu inoltre membro dei consigli di sorveglianza di Ducati e Lamborghini. Lasciò Seat e il Gruppo tedesco nel gennaio 2020.

### Gruppo Renault

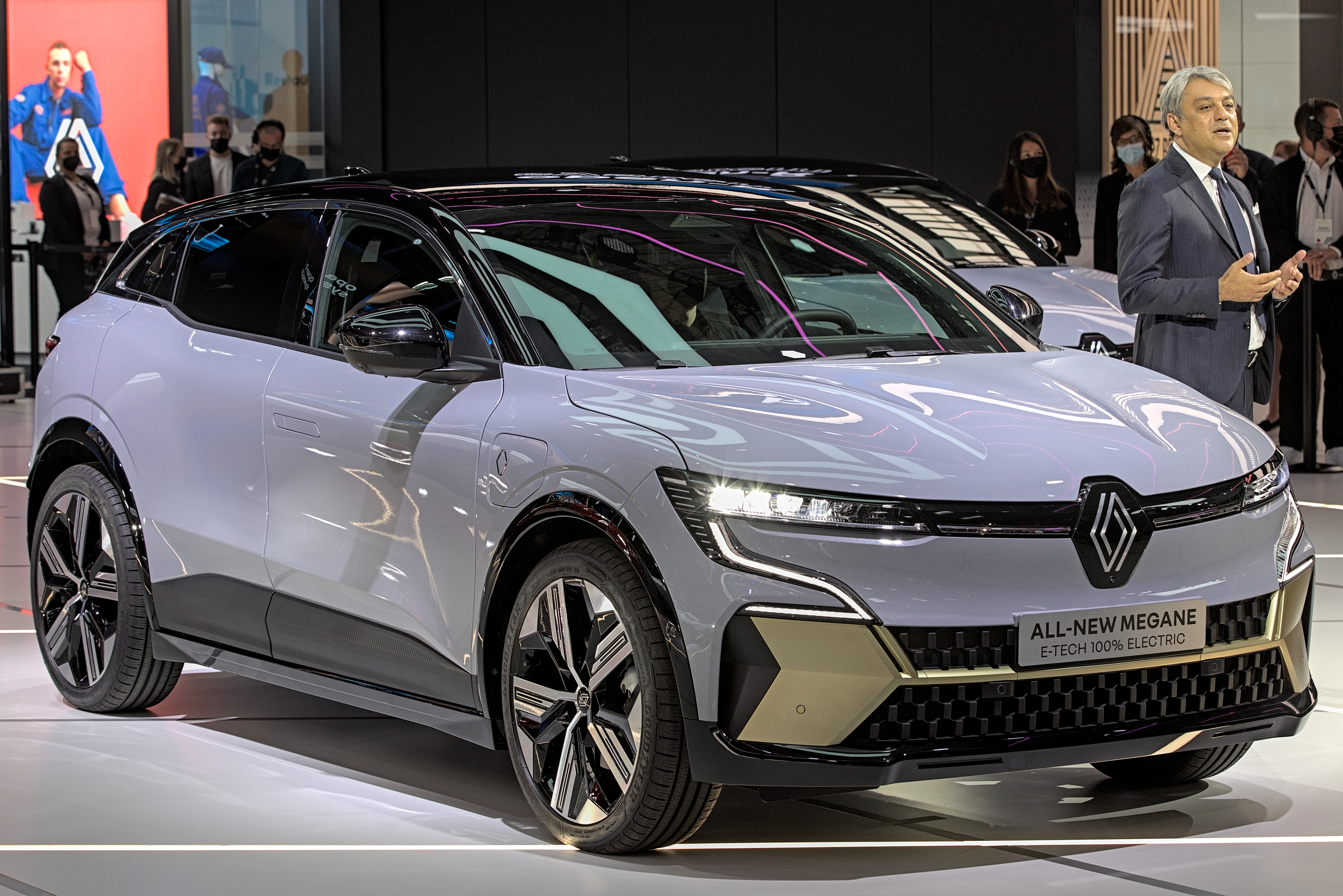
De Meo presenta la Renault Mégane E-Tech Electric al salone dell'automobile di Francoforte 2021

Il 1º luglio 2020 fu nominato CEO del gruppo Renault.
Chiamato a seguire il processo di ristrutturazione di un'azienda in crisi, l'operato di de Meo si focalizzò soprattutto sulla transizione elettrica della gamma Renault; in tal senso, all'interno del Gruppo ci fu la nascita di Ampere, nuova divisione dedicata alle auto elettriche. Ripensò inoltre la strategia di marketing dell'azienda nelle competizioni, con la promozione di Alpine a unico marchio del Gruppo attivo in pista.
Si dimette dal gruppo francese nel giugno 2025.

### Kering
Dopo le dimissioni da Renault, nel giugno 2025 lascia il settore automobilistico per divenire amministratore delegato del gruppo internazionale del lusso Kering, con decorrenza dal successivo 15 settembre.

### Altre nomine
Fino al settembre 2022 fu consigliere indipendente nel consiglio di amministrazione di TIM.
Dal 2023 è presidente di ACEA, l'Associazione dei Costruttori Europei di Automobili: in tale ruolo, si è fatto promotore circa una limitazione alla deindustrializzazione e delocalizzazione del settore automotive europeo, in particolare di fronte alla concorrenza degli Stati Uniti e della Cina, oltre alla necessità di sostenere la "mobilità elettrica" e di garantire la "creazione di valore aggiunto e posti di lavoro", in modo particolare in Europa.

## Vita privata
Sposato con Silvia, la coppia ha due figli.

## Onorificenze
- Nel 2015[53], Commendatore dell'Ordine al merito della Repubblica italiana

«Su proposta della Presidenza del Consiglio dei ministri»
_ Roma, 27 dicembre 2014
- Nel 2022, Cavaliere del Lavoro per decreto presidenziale in Italia.[55]
- Cavaliere della Legione d'Onore Francese 2023[56] (decreto del 29 dicembre 2022).
- A marzo 2021, gli viene conferita la Gran Croce dell'Ordine di Isabella la Cattolica[57] dal Re di Spagna Filippo VI.
- Medaglia d'onore per l'imprenditore dell'anno 2019 da parte della Federazione catalana dei datori di lavoro.[58]
- Nel 2017 fu eletto CEO dell'anno da parte di Automotive News Europe[59] e Bocconi Alumnus dell'anno.
- Nel 2013, l'Università di Harvard gli ha dedicato uno studio analitico per il suo lavoro presso il Gruppo Volkswagen come Direttore Marketing.[60]

## Opere
- Da 0 a 500. Storie vissute, idee e consigli da uno dei manager più dinamici della nuova generazione, Venezia, Marsilio, 2011, ISBN 978-88-317-3196-6.